# Mycosphaerella thailandica
Mycosphaerella thailandica är en svampart som beskrevs av Crous, Himaman & M.J. Wingf. 2004. Mycosphaerella thailandica ingår i släktet Mycosphaerella och familjen Mycosphaerellaceae.   Inga underarter finns listade i Catalogue of Life.